# 魅力女聲
《魅力女聲》（英語："Lady Croissant"）是希雅的一张现场专辑，于2007年4月发行，由Astralwerks唱片公司发行。这张专辑被称为“迷你专辑”，由Dan Carey制作，收录了一首录音室新歌《Pictures》和八首在2006年4月在纽约鲍艾里剧场（英語：Bowery Ballroom）的现场演唱歌曲。这些歌曲包括了她之前的专辑《Healing Is Difficult》和《Colour the Small One》的一些歌曲，以及她与英国电子乐队零七（英語：Zero 7）合作的两首歌曲《Destiny》和《Distractions》。这张专辑还收录了她对The Pretenders的《I Go to Sleep》的翻唱。这张专辑展示了希雅的声音和风格的多样性，从酸爵士到电子流行，从忧郁到欢快。这张专辑在澳大利亚专辑榜上排名第39，在美国公告牌200强专辑榜上排名第48，在法国专辑榜上排名第73，在英国专辑榜上排名第86。

## 评价
| 評論得分       | 評論得分     |
| 來源           | 評分         |
| -------------- | ------------ |
| AllMusic       | [ 1 ]        |
| BBC Music      | （中立评价） |
| Gigwise.com    | [ 3 ]        |
| Pitchfork      | (5.2/10)     |
| Popmatters     | (4.0/10)     |
| 《塞爾比時報》 | （正面评价） |
| DIY杂志        | (5.0/10)     |
| WERS电台       | （正面评价） |

这张专辑的乐评大多是中等偏上的，有些赞扬了希雅的声音和风格的多样性，有些则批评了她的发音和歌曲选择。在Metacritic上，这张专辑根据6条评论得到了62分的评分，属于“普遍好评”的范畴。AllMusic网站的Marisa Brown给了这张专辑3星（满分5星），说：“她的声音和风格回到了90年代末，让人想起早期的Nelly Furtado和Morley，但她的音乐并不过时或不时髦。它非常现代，温暖和旋律优美，展示了希雅的才华。录音听起来很好，乐队（贝斯、大提琴、鼓、吉他和键盘）紧凑而丰富，希雅本人也很出色，她的声音富有激情。这张专辑对她的粉丝来说是一次重要的聆听，也足以吸引那些不太熟悉她的作品的人去探索她的其他作品。”BBC Music给了这张专辑正面的评价，说：“这张专辑在情感上起伏不定，希雅的声音充满激情。她对《I Go to Sleep》和《Distractions》的演绎也给人留下了深刻的印象。”WERS给了这张专辑中立的评价，说：“这张专辑展示了希雅的才华，但也暴露了她的缺点。她的发音有时候太过夸张，让人分心。她的歌曲选择也有些保守，没有太多的创新。”Pitchfork的Roque Strew给了这张专辑5.2分（满分10分），说：“她的发音在Zero 7的《Destiny》和《Distractions》中尤其糟糕，将原本性感的歌曲变得无聊。她用一种神秘的混合语言唱歌，让人想起Lindsay Lohan的信件。”Popmatters给了这张专辑负面的评价，说：“这张专辑是一场失败的尝试，没有捕捉到希雅的真实魅力。她的声音听起来沉闷和无力，她的乐队听起来机械和无趣。她的歌曲也没有什么亮点，只是重复了她之前的作品。”

## 曲目列表
曲目列表信息来自AllMusic。
| 曲序 | 曲目                   | 词曲                                          | 时长 |
| ---- | ---------------------- | --------------------------------------------- | ---- |
| 1.   | Pictures（录音室曲目） | Dan Carey Sia Furler                          | 3:37 |
| 2.   | Don't Bring Me Down    | Furler Blair MacKichan                        | 4:36 |
| 3.   | Destiny                | Sophie Barker Henry Binns Furler Sam Hardaker | 3:55 |
| 4.   | Blow It All Away       | Kevin Armstrong Furler Felix Howard MacKichan | 5:19 |
| 5.   | Lentil                 | Samuel Dixon Furler                           | 4:11 |
| 6.   | Numb                   | Furler Howard James McMillan                  | 4:26 |
| 7.   | I Go to Sleep          | Ray Davies                                    | 3:17 |
| 8.   | Breathe Me             | Carey Furler                                  | 5:52 |
| 9.   | Distractions           | Binns Furler Hardaker                         | 5:03 |